# Alfred Kirwa Yego
Alfred Kirwa Yego (* 28. listopadu 1986, Eldoret) je bývalý keňský běžec specializující se především na běh na 800 metrů.

## Kariéra
Velké úspěchy začal sbírat v roce 2004, kdy byl na juniorském mistrovství světa stříbrný v běhu na 800 metrů. Třikrát se pak zúčastnil světového atletického finále. První dvě účasti nedopadly nejlépe, v roce 2005 doběhl šestý, o rok později dokonce osmý, třetí účast v roce 2008 už však vyhrál.
V roce 2006 se zúčastnil také afrického šampionátu, kde si doběhl pro bronzovou medaili. O rok později se stal v japonské Ósace mistrem světa. V roce 2008 si pak doběhl pro bronzovou medaili na olympiádě v Pekingu. Poslední medaili, stříbrnou, vybojoval v létě 2009 na světovém šampionátu v Berlíně.
Jeho trenérem byl Claudio Berardelli, který trénoval další olympijské medailistky, Janeth Jepkosgei a Nancy Langat.

## Osobní rekordy
- 800 m – 1:42,67 – 6. září 2009, Rieti
- 1500 m – 3:33,68 – 8. květen 2009, Dauhá